# Marsha Vadhanapanich
Marion Ursula Marsha Vadhanapanich (24 de agosto de 1970) es una cantante pop y actriz tailandesa. Su madre es alemana y su padre tailandés, y ella profesa la religión budista. Además tiene un hijo con su primer marido, el cantante tailandés Amphol Lampoon.

## Filmografía
- (2007) Alone
- (2009) 5bia
- Dark Flight
- Love on the rock

## Programas de TV
- (2017) The Face Tailandia